# Steve Shagan
Steve Shagan, né le 25 octobre 1927 à New York dans le quartier de Brooklyn et mort le 30 novembre 2015 à Los Angeles en Californie, est un producteur, scénariste et écrivain américain.

## Biographie
Il arrête ses études au début de la Seconde Guerre mondiale et s’engage dans la United States Coast Guard. Il travaille par la suite comme technicien pour le cinéma à New York puis à Cap Canaveral avant de s’installer à Hollywood en 1958 ou il poursuit cette activité. À partir de 1962, il travaille au service de la publicité de la Paramount avant de se lancer en 1965 dans la production puis l’écriture de scénarios pour le cinéma et la télévision. Il adapte notamment pour Michael Cimino le roman Le Sicilien de Mario Puzo qui donne naissance au film Le Sicilien (The Sicilian). Comme romancier, il est principalement connu pour la novélisation de ses principaux travaux (Save the Tiger, City of Angels, The Formula, Voyage of the Damned).
Il décède en 2015 à Los Angeles à l'âge de 88 ans.

## Filmographie

### Comme producteur

#### Au cinéma
- 1966 : Tarzan and the Valley of Gold de Robert Day
- 1967 : Tarzan and the Perils of Charity Jones d'Alex Nicol
- 1967 : Tarzan's Jungle Rebellion de William Witney
- 1967 : Tarzan et le jaguar maudit (Tarzan and the Great River) de Robert Day
- 1968 : Tarzan and the Four O'Clock Army d'Alex Nicol
- 1973 : Sauvez le tigre (Save the Tiger) de John G. Avildsen
- 1975 : W.W. and the Dixie Dancekings de John G. Avildsen
- 1980 : La Formule (The Formula) de John G. Avildsen

#### A la télévision
- 1966 : Tarzan (Tarzan)
- 1970 : Sole Survivor (en) de Paul Stanley
- 1971 : A Step Out of Line de Bernard McEveety
- 1971 : River of Mystery (en) de Paul Stanley
- 1973 : The Man Who Died Twice de Joseph Sargent
- 1979 : The House on Garibaldi Street de Peter Collinson

### Comme scénariste

#### Au cinéma
- 1973 : Sauvez le tigre (Save the Tiger) de John G. Avildsen
- 1975 : La Cité des dangers (Hustle) de Robert Aldrich
- 1976 : Le Voyage des damnés (Voyage of the Damned) de Stuart Rosenberg
- 1979 : Morsures (Nightwing) d'Arthur Hiller
- 1987 : Le Sicilien (The Sicilian) de Michael Cimino
- 1996 : Peur primale (Primal Fear) de Gregory Hoblit

#### A la télévision
- 1971 : A Step Out of Line de Bernard McEveety
- 1979 : The House on Garibaldi Street de Peter Collinson
- 1996 : Gotti de Robert Harmon

### Romans
- The Discovery (1970 – réédition 1984)
- Save the Tiger (1973)
- Voyage of the Damned (1975)
- City of Angels ou Hustle (1975) Publié en français sous le titre La Cité des dangers, traduction de Rosine Fitzgerald, Paris, Gallimard, Super noire no 37, 1976.
- Nightwing (1979)
- The Formula (1979) Publié en français sous le titre La Formule, traduction de Patrick Cador, Paris, Philippe Lebeaud, coll. Série Bleu-nuit, 1981.
- The Circle (1982)
- Vendetta (1986)
- Pillars of Fire (1989)
- A Cast of Thousands (1993)

## Prix et distinctions notables
- Writers Guild of America Awards en 1974 pour Sauvez le tigre (Save the Tiger).
- Nomination à l’Oscar du meilleur scénario original en 1974 pour Sauvez le tigre (Save the Tiger).
- Nomination au Golden Globe du meilleur scénario en 1977 pour Le Voyage des damnés (Voyage of the Damned).
- Nomination à l’Oscar du meilleur scénario adapté en 1977 pour Le Voyage des damnés (Voyage of the Damned).